# Ustaz Mohammed Yusuf
Ustaz Mohammed Yusuf (* 1970 in Girgir, Jakusko Local Government Area, Yobe; † 30. Juli 2009 in Maiduguri, Borno) war ein nigerianischer Prediger und Sektenführer. Er war bis zu seinem gewaltsamen Tod Oberhaupt der islamistischen Terrororganisation Boko Haram.

## Leben
Mohammed Yusuf wurde 1970 in dem kleinen Dorf Girgir im Nordosten Nigerias geboren. Über seine frühen Jahre ist nahezu nichts bekannt. Es ist wahrscheinlich, dass er eine umfassende Ausbildung genoss, da er später als hochgebildet beschrieben wurde. Mohammed Yusuf bestritt jedoch, jemals eine westliche Schule besucht zu haben. Dafür studierte er Theologie an der Universität Medina in Saudi-Arabien. Nach seinem Studium in Saudi-Arabien trug er den Titel Ustādh, der auf Arabisch “Herr, Professor” bedeutet. Als Wanderprediger erlangte er lokale Bekanntheit und versammelte eine Schar Koranschüler und Anhänger um sich.
Einer größeren Öffentlichkeit wurde er Ende 2003 bekannt, als seine Anhänger erstmals mit nigerianischen Sicherheitskräften aneinandergerieten. Nachdem die Polizei das Lager von Yusufs Anhängern erstürmte und dabei mehrere von ihnen tötete, rächten sich Yusufs Schüler mit ersten Überfällen auf Polizeistationen. Sich selbst nannten die Anhänger Yusufs ahl al-sunna wa-l-jama'a wa-l-hijra (in etwa: Gemeinschaft der Anhänger der Sunna bzw. der Sunniten, welche die Hidschra bzw. Auswanderung aus heidnischen Gebieten befolgen), in den nigerianischen Medien wurden sie dagegen als Yusufiyya, nigerianische Taliban (vom arabischen Wort Talib für Koranschüler sowie in vergleichender Anlehnung an die afghanischen Taliban) und schließlich als Boko Haram bekannt.
Ziele von Boko Haram waren die Einführung der Scharia in ganz Nigeria, also auch im christlich geprägten Süden, sowie das Verbot westlicher Bildung und Kultur. Obwohl die große Mehrheit der nigerianischen Muslime seinen Ideen ablehnend gegenüberstand und ihm zum Teil auch den Zutritt zu den Moscheen verwehrte, sammelte Mohammed Yusuf besonders unter jungen Menschen, darunter auch vielen unzufriedenen Studenten, zahlreiche Anhänger. 2004 wurde Boko Haram in der westlichen Welt bekannt, als herauskam, dass die Gruppe an der Grenze zum Niger ein Trainingslager namens „Afghanistan“ errichtet hatte.
Am 13. November 2008 wurde Yusuf verhaftet, allerdings bereits am 20. Januar 2009 gegen Kaution wieder freigelassen. Der nigerianische Militärgeheimdienst DDI erstellte bis Mitte Juli 21 Berichte über Yusuf und die Boko Haram.
Am 11. Juni 2009 feuerten Polizisten auf eine Beerdigungsprozession von Boko Haram Anhängern und töteten 17 von ihnen; Mohammed Yusuf kündigte daraufhin Rache an. Ende Juli 2009 brachen in Bauchi Unruhen aus, die sich schnell auf die Nachbarprovinzen ausweiteten. Bei Gefechten zwischen Sicherheitskräften und Mohammed Yusufs Anhängern starben hunderte Menschen. Die nigerianische Regierung begann daraufhin eine Militäroffensive gegen Boko Haram. Nach einer Woche andauernder Kämpfe wurde das Hauptquartier der Gruppe in Maiduguri gestürmt und Yusuf, der sich im Ziegenstall seines Schwiegervaters versteckt hielt, festgenommen. In Polizeigewahrsam wurde ein Geständnis auf Video aufgenommen. Kurze Zeit später verkündete die Polizei seinen Tod; seine Leiche wurde öffentlich zur Schau gestellt. Nach Polizeiangaben wurde Ustaz Mohammed Yusuf bei einem Fluchtversuch erschossen, Menschenrechtsorganisationen sprechen von einer außergerichtlichen Hinrichtung.
Mohammed Yusuf hatte vier Ehefrauen und zwölf Kinder.